# Европейский вызов по бегу на 10 000 метров 2004
Европейский вызов по бегу на 10 000 метров 2004 года прошёл 3 апреля на стадионе «Табор» в Мариборе (Словения). Участники разыграли командный приз в соревнованиях у мужчин и женщин.
На старт вышли 55 атлетов из 19 стран Европы, из них 28 мужчин и 27 женщин. Каждая страна могла выставить до 5 человек в каждый из двух командных турниров. Победители определялись по сумме результатов 3 лучших участников.

## Результаты

### Командное первенство
| Место | Команда                                                                                 | Время                                 | Общее время |
| ----- | --------------------------------------------------------------------------------------- | ------------------------------------- | ----------- |
| 1     | Испания · Хосе Мануэль Мартинес · Карлес Кастильехо · Игнасио Касерес · Рикардо Серрано | 28.11,11 28.11,27 28.39,14 (29.59,93) | 1:25.01,52  |
| 2     | Греция · Иоаннис Канеллопулос · Михаил Геласакис · Панайотис Папулиас                   | 28.27,02 29.05,37 29.22,49            | 1:26.54,88  |
| 3     | Италия · Джулиано Баттоклетти · Умберто Пустерла · Доменико Д’Амброзио                  | 28.52,21 29.06,94 29.40,91            | 1:27.40,06  |

| Место | Команда                                                                                 | Время                                       | Общее время |
| ----- | --------------------------------------------------------------------------------------- | ------------------------------------------- | ----------- |
| 1     | Франция · Маргарет Мори · Кристель Доне · Фатима Ивлен                                  | 32.01,01 32.48,69 33.39,12                  | 1:38.28,82  |
| 2     | Португалия · Фернанда Рибейру · Ана Диаш · Хелена Сампайю · Моника Роза · Марина Бастуш | 32.23,10 33.12,25 33.38,70 (34.36,40) (DNF) | 1:39.14,05  |
| 3     | Италия · Патриция Тизи · Анна Инчерти · Винченца Сикари · Сильвия Соммаджо              | 32.34,04 33.21,02 33.33,10 (DNF)            | 1:39.28,16  |
| 4     | Испания                                                                                 |                                             | 1:41.01,64  |

### Индивидуальное первенство
| Место | Атлет                 | Страна     | Время    |
| ----- | --------------------- | ---------- | -------- |
| 1     | Хосе Мануэль Мартинес | Испания    | 28.11,11 |
| 2     | Карлес Кастильехо     | Испания    | 28.11,27 |
| 3     | Камил Масе            | Нидерланды | 28.20,30 |
| 4     | Иоаннис Канеллопулос  | Греция     | 28.27,02 |
| 5     | Игнасио Касерес       | Испания    | 28.39,14 |
| 6     | Джулиано Баттоклетти  | Италия     | 28.52,21 |
| 7     | Михаил Геласакис      | Греция     | 29.05,37 |
| 8     | Умберто Пустерла      | Италия     | 29.06,94 |
| 9     | Эрик Шёквист          | Швеция     | 29.11,12 |
| 10    | Хайле Сатайин         | Израиль    | 29.15,61 |

| Место | Атлет            | Страна     | Время    |
| ----- | ---------------- | ---------- | -------- |
| 1     | Маргарет Мори    | Франция    | 32.01,01 |
| 2     | Михаэла Ботезан  | Румыния    | 32.15,43 |
| 3     | Фернанда Рибейру | Португалия | 32.23,10 |
| 4     | Хелена Яворник   | Словения   | 32.31,36 |
| 5     | Патриция Тизи    | Италия     | 32.34,04 |
| 6     | Мария Протопапа  | Греция     | 32.46,17 |
| 7     | Кристель Доне    | Франция    | 32.48,69 |
| 8     | Амайя Пьедра     | Испания    | 32.56,52 |
| 9     | Ана Диаш         | Португалия | 33.12,25 |
| 10    | Тереза Ресио     | Испания    | 33.14,14 |